# کریستیانو دوس سانتوس رودریگز
کریستیانو دوس سانتوس رودریگز (به پرتغالی: Cristiano dos Santos Rodrigues) مهاجم اهل برزیل است که در شهر ریودو ژانیرو و در تاریخ ۳ ژوئن ۱۹۸۱ به دنیا آمده‌است.
کریستیانو دوس سانتوس رودریگز در تیم‌های فوتبال باشگاه فوتبال ناک بردا سابقهٔ حضور دارد.